# Navas de San Juan
Navas de San Juan és un municipi de la província de Jaén, amb una població de 5.083 habitants (INE 2005).
És el municipi de major població de la comarca d'El condado. Pel seu terme municipal discorre el riu Guadalimar.